# Mezinárodní keltský kongres

Šest národů (Six Nations), které jsou považovány za srdce kultury moderních Keltů
----
Skotsko
Irsko
Ostrov Man
Wales
Cornwall
Bretaň

Mezinárodní keltský kongres (International Celtic Congress) je kulturní organizace, která se snaží podporovat keltské jazyky používané v následujících oblastech: Irsko, Skotsko, Wales, Bretaň, Cornwall a ostrov Man. Organizace je nepolitická a jejím vysloveným cílem je „… zvěčnit kulturu, ideály a jazyky keltských národů a udržovat intelektuální kontakt a úzkou spolupráci mezi příslušnými Keltskými komunitami“.
Keltský Kongres se na rozdíl od Keltské ligy nezabývá politickými záležitostmi. Stejně jako Keltská liga, i Keltský kongres se snaží „uspořádat každý rok mezinárodní kongres v jedné z keltských zemí, pokud možno dle pevně stanovené rotace“. Keltská liga se od Keltského kongresu oddělila v přátelství, aby mohla sledovat politické cíle; mnoho lidí je členy obou organizací.
Mezinárodní kongres v roce 2014 bude uspořádán v Cardiffu.

## Dějiny
Dvě setkání Mezi-Keltského Kongresu (Inter-Celtic Congress) se uskutečnila 1838 a 1867 a od 1904 měla Keltská Asociace (Celtic Association) kornskou větev. V roce 1917 vznikl Keltský Kongres ze spojení Keltské asociace (Celtic Association) a Pan-Keltského Kongresu (Pan-Celtic Congress), první setkání se uskutečnilo 1917 v rámci Velšského festivalu (Eisteddfod) v Birkenheadu. Kornská větev byla opět reprezentována od 20. let 20. století. Setkání byla před druhou světovou válkou nepravidelná, i když se v 20. letech 20. století angažovala Národní strana Skotska (National Party of Scotland, předchůdce soudobé Skotské Národní Strany - Scottish National Party) a v 30. letech 20. století tehdejší Taoiseach Irska, Éamon de Valera, převzal patronát nad organizací.
Po jedenáctileté přestávce byl uspořádán Kongres v srpnu 1949 ve velšském Bangoru, kde se zúčastnili delegáti jako Sir Ifor Williams a Conor Maguire, předseda Nejvyššího soudu Irska. Od té doby se konala setkání skoro každý rok.